# Cal Granollers
Cal Granollers és una casa de Plandogau al municipi d'Oliola (Noguera) inclosa a l'Inventari del Patrimoni Arquitectònic de Catalunya.

## Descripció
Casa realitzada amb pedra, ferro i fusta i posteriorment a la seva realització fou arrebossada, en algunes llocs ja ha caigut o està a punt de caure. La planta de la casa té forma rectangular. Hi ha planta baixa i dos pisos. A la planta baixa hi ha l'entrada i diferents dependències per deixar les eines o productes del camp. Al primer pis hi ha l'habitatge familiar i a l'exterior hi veiem un balcó amb una interessant forja i sostingut per cinc robustes mènsules, també hi ha altres finestres. A la part superior hi ha un altre pis utilitzat com golfa i a l'exterior hi veiem sis finestres, acabades amb arc de mig punt. Observant detingudament la casa veiem que una part sembla ésser posterior a l'altra.

## Història
Aquesta casa la trobem a l'entrada a Plandogau, segons la data que hi ha damunt de la porta fou construïda l'any 1772 i que el seu propietari en aquell moment era Pere Siclo. Actualment aquesta casa es troba deshabitada, a poc a poc es va deteriorant.